# 高橋禮華
高橋禮華（日语：／ Takahashi Ayaka，1990年4月19日—），出生於奈良縣橿原市，日本女子羽毛球運動員，前日本國家羽毛球隊（A隊）成員。畢業於聖ウルスラ学院英智中学校及聖ウルスラ学院英智高等学校，現隸屬於日本Unisys株式會社。其胞妹高橋沙也加同為羽毛球運動員。她與松友美佐紀的組合，於2014年10月30日首次登上女雙世界排名第1位，成為首對登上世界排名第1位的日本組合。2016年，高橋禮華與松友美佐紀獲得世界羽聯頒發的「年度最佳女運動員」。2020年8月宣布退役，並轉任日本青年隊教練。丈夫為金子祐樹，目前育有一女。
高橋禮華與搭檔松友美佐紀是第一組在亞洲羽毛球錦標賽贏得女子雙打冠軍並達成二連霸（2016年、2017年）的日本選手，還曾經奪得亞運會銀牌、全英公開賽冠軍以及世界羽毛球錦標賽季軍，同時也是幫助日本在優霸盃、蘇迪曼盃及亞運會等團體賽贏得獎牌的主力之一。兩人于2016年奧林匹克運動會擊敗丹麦组合的克里斯汀娜·彼德森/卡米拉·吕特·尤尔夺冠，為日本贏得第一面羽毛球奧運金牌。在國內賽方面，高橋曾於全日本綜合羽毛球錦標賽贏得五次女雙冠軍。

## 簡歷

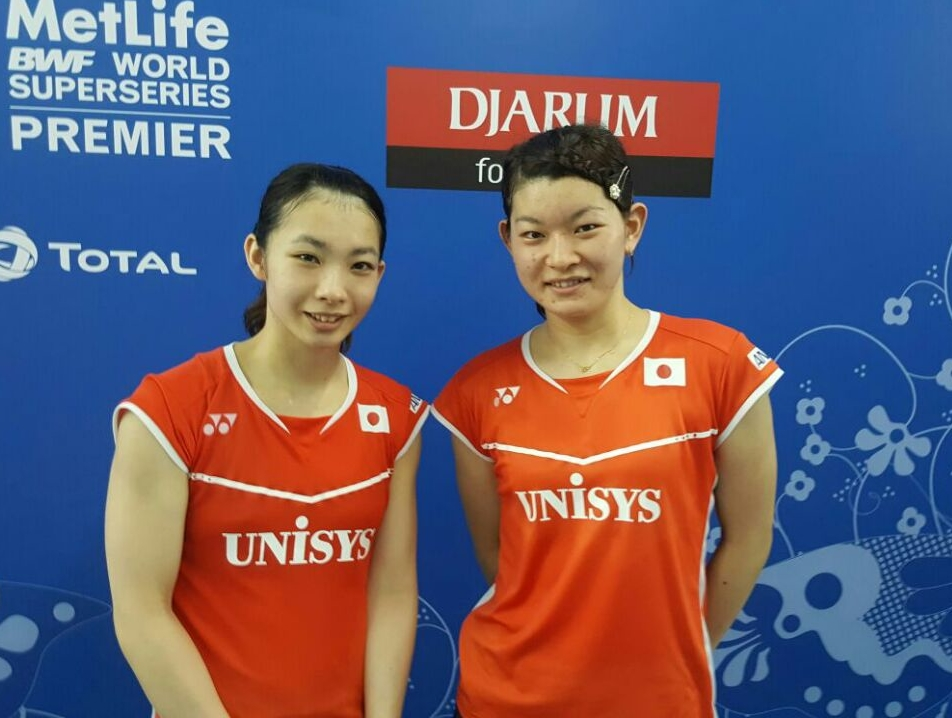
高橋禮華（右）與她的雙打搭檔松友美佐紀（2016年6月）。

### 2009年-2010年 初期首冠
2009年4月，高橋禮華分别与松友美佐紀以及垰畑亮太出战大阪羽毛球國際挑戰賽，在女双决赛以2比1（21-16、16-21、24-22）击败了队友的森加織/脇坂郁，夺得其首个国际赛冠军；而混双準決賽以0比2（18-21、19-21）不敌赛会头号种子、中華台北的謝裕興/簡毓瑾。同年9月，她与松友美佐紀出战比利時羽毛球國際賽，在女双决赛以2比1（21-8、18-21、21-13）击败了跨国组合的（苏格兰：Emma Mason/英格兰：萨曼塔·沃德）赢得第二个国际赛冠军。同年12月，她与松友美佐紀出战印度羽毛球大獎賽，在女双决赛以2比1（21-14、15-21、21-15）击败了印尼的娜达娅·美拉提/德维·蒂卡·佩马塔萨里，首次赢得国际大獎賽冠军。
2010年4月，高橋禮華与松友美佐紀出战大阪羽毛球國際挑戰賽，在女双决赛以0比2（19-21、16-21）不敌赛会头号种子、同胞的藤井瑞希/垣岩令佳，赢得亚军。同年7月，她与早川賢一出战澳洲羽毛球大獎賽，在混双準决赛以0比2（17-21、11-21）不敌韩国的曹建雨/金敏序。

### 2011年-2012年 崭露头角、世锦赛
2011年6月，高橋禮華与松友美佐紀出戰俄羅斯羽毛球大獎賽，在女双決賽以0比2（20–22, 18-21）負於俄羅斯的瓦莱里亚·索罗金娜及尼娜·维斯洛娃組合，屈居亞軍。
2012年7月，高橋禮華与松友美佐紀出战美國羽毛球黃金大獎賽，在女双决赛以2比0（21-19、21-17）力挫赛会2号种子、俄罗斯的瓦莱里亚·索罗金娜/尼娜·维斯洛娃，赢得冠军。同年7月，她分别与松友美佐紀以及垰畑亮太出战加拿大羽毛球大獎賽，在女双决赛以2比1（21-15、15-21、21-12）击败了队友的米元小春/三木佑里子，赢得冠军；而混双决赛以2比0（21-14、21-16）击败了赛会4号种子、同胞的嘉村健士/米元小春，赢得两项冠军，同时也是本赛的双冠王得主。同年8月，她參加英國倫敦舉行的世界羽毛球錦標賽女子雙打項目。她與松友美佐紀以15號種子身分出戰，但在16強就以1比2（21-18、15-21、17-21）不敵日本隊隊友、3號種子的前田美順 / 末綱聰子出局。同年12月，她們首次在全日本綜合羽毛球錦標賽贏得女雙冠軍。同年9月，她与松友美佐紀出战印尼羽毛球黃金大獎賽，在女双决赛以2比1（21-12、12-21、21-13）力克赛会2号种子、韩国的嚴惠媛/張藝娜，赢得冠军。同年10月，她与松友美佐紀出战丹麥羽毛球首要超級賽，从首圈一路淘汰了印尼的皮娅·泽巴迪娅/里基·艾美莉雅·普拉蒂普塔、泰国的娜丽莎帕·拉姆/莎拉丽·桑松卡姆、印尼的安妮克·菲亚·奥古斯丁/尼蒂娅·克里欣达·马赫斯瓦里；直到四强面对赛会头号种子、中国的田卿/赵芸蕾，鏖战三局以2比1（21-15、13-21、21-10）给拉下马。但在决赛却不敌另一组中国组合，首次打进首要超級賽最佳成绩。

### 2013年 处于成长、世锦赛
2013年2月，高橋禮華与松友美佐紀出战德國羽毛球黃金大獎賽，在女双準决赛以0比2（20-22、17-21）不敌赛会4号种子、韩国的鄭景銀/金荷娜。同年4月，她与松友美佐紀出战印度羽毛球超級賽，在女双準决赛以0比2（16-21、14-21）不敌赛会4号种子、同胞的前田美順/末綱聰子。同年6月，她与松友美佐紀出战新加坡羽毛球超級賽，在女双决赛以0比2（19-21、16-21）不敌赛会5号种子、中国的田卿/赵芸蕾。同年8月，她參加中國廣州舉行的世界羽毛球錦標賽，與松友美佐紀以3號種子身分出戰女子雙打項目。她們在首圈輪空，但在第二圈就以0比2（20-22、17-21）不敵泰國的娜丽莎帕·拉姆/莎拉丽·桑松卡姆出局。同年9月，她与松友美佐紀出战日本羽毛球超級賽，在女双準决赛以0比2（16-21、14-21）不敌赛会3号种子、丹麦的克里斯汀娜·彼德森/卡米拉·吕特·尤尔。

### 2014年 亚运会银牌、世锦赛、超級賽總決賽奪冠
2014年2月，高橋禮華与松友美佐紀出战德國羽毛球黃金大獎賽，在女双决赛以2比0（23-21、24-22）击败了赛会2号种子、韩国的鄭景銀/金荷娜，赢得冠军。同年4月，她与松友美佐紀出战新加坡羽毛球超級賽，在女双準决赛以1比2（21-11、15-21、15-21）不敌赛会头号种子、丹麦的克里斯汀娜·彼德森/卡米拉·吕特·尤尔。同年6月，她与松友美佐紀出战日本羽毛球超級賽，在女双决赛以2比0（21-13、21-14）击败了赛会4号种子、队友的垣岩令佳/前田美順，赢得冠军。同期6月，她与松友美佐紀出战澳洲羽毛球超級賽，在女双决赛以0比2（15-21、9-21）不敌赛会5号种子、中国的田卿/赵芸蕾，赢得亚军。同年8月，她參加丹麦哥本哈根舉行的世界羽毛球錦標賽，她和松友美佐紀出戰女子双打項目。她與松友美佐紀以3號種子身分出戰，故在首圈輪空；但在次圈以2比0（21-13、21-13）轻取俄罗斯的伊琳娜·克列布科/克谢尼娅·波利卡波娃。在第三圈，負於16号種子、韩国的新秀组合李紹希/申昇瓚的顽固，以0-2（14-21、15-21）遭到淘汰，16强止步。同年9月，她代表日本参加韩国仁川举办的亞洲運動會羽毛球比賽，在率先进行的团体赛，日本女队赢得銅牌。她和松友美佐紀出戰女子双打項目。她與高橋禮華以1號種子身分出戰，故在首圈輪空；次圈鏖战三局以2比1（20-22、21-16、21-6）击败了印尼的S·R·安迪妮/T·R·努莱达赫；八强中以2比0（21-14、21-12）轻取泰国的D·阿伦革颂/K·沃拉威七猜恭；四强中以2比0（21-16、21-17）横扫马来西亚的許嘉雯/溫可微；决赛中，面对赛会7号种子、印尼的尼蒂娅·克里欣达·马赫斯瓦里/格雷西娅·波利，直落两局以0比2（15-21、9-21）不敌对手，赢得亚运会女子双打亚军。同年10月，她与松友美佐紀出战丹麥羽毛球首要超級賽，在女双决赛以0比2（14-21、14-21）不敌赛会8号种子、中国的王晓理/于洋，赢得亚军。同年12月，她与松友美佐紀出战世界羽聯超級系列賽總決賽，在小组赛表现强势以头名出线；在决赛直落两局以2比0（21-17、21-14）大胜中国的田卿/赵芸蕾，首次赢得年终总决赛女双冠军。

### 2015年 亚锦赛季军、世锦赛、错失卫冕总决赛
2015年3月，高橋禮華与松友美佐紀出战印度羽毛球超級賽，在女双决赛以2比0（21-19、21-19）力挫赛2号种子、中国的骆赢/骆羽，赢得冠军。同年4月，她与松友美佐紀参加中国湖北省武汉市举办的亞洲羽毛球錦標賽，在女双準决赛以1比2（18-21、21-18、15-21）不敌赛会4号种子、中国的王晓理/于洋，赢得季军。同年7月，她与松友美佐紀出战中華台北羽毛球黃金大獎賽，在女双準决赛以0比2（12-21、16-21）不敌赛会4号种子、印尼的尼蒂娅·克里欣达·马赫斯瓦里/格雷西娅·波利。同年8月，她參加印尼雅加达舉行的世界羽毛球錦標賽，她和松友美佐紀出戰女子双打項目。她與高橋禮華以1號種子身分出戰，故在首圈輪空；但在次圈以2比0（21-10、21-9）轻取马来西亚新秀的葉錚雯/鍾慧琪。在第三圈，負於同样来自马来西亚的二号女双阿米莉亚·艾丽西娅·安瑟利 /宋佩珠，打满3局以1-2（15-21、21-12、14-21）不敌对手，连续2届遭到不同其他国家选手的冲击，再次16强止步。同年12月，她与松友美佐紀出战世界羽聯超級系列賽總決賽，在小组赛取得头号出线；但却在準決賽以0比2（19-21、19-21）不敌中国的骆赢/骆羽，无缘卫冕该项目赛事。

### 2016年 亚锦赛奪冠、加冕奧運金牌
2016年1月，高橋禮華与松友美佐紀出战馬來西亞羽毛球大師賽，在女双决赛以2比0（21-18、22-20）击败了赛会6号种子、中国的唐渊渟/于洋，赢得开门红。同年3月，她与松友美佐紀出战全英羽毛球首要超級賽，在女双决赛以2比0（21-10、21-12）再次击败了中国的唐渊渟/于洋，俩人首次赢得全英赛的冠军。同期3月，她与松友美佐紀出战印度羽毛球超級賽，在女双决赛以2比0（21-18、21-18）击败了队友的福万尚子/與猶胡桃，赢得冠军。同年4月，她与松友美佐紀参加中国湖北省武汉市举办的亞洲羽毛球錦標賽，在準决赛以2比0（21-16、21-19）先淘汰了韩国的張藝娜/李紹希；在决赛以2比0（21-13、21-15）拿下同胞的福万尚子/與猶胡桃，首次赢得亚锦赛女双冠军。同年8月，她第一次代表日本出戰巴西里約熱內盧舉行的奥林匹克运动会羽毛球比賽女子双打項目，與松友美佐紀以1號種子身分出戰。她們在小組賽階段先後擊敗印度的瓦拉·古塔/阿什维尼·蓬纳帕、泰国的普蒂塔·素帕猜恭/沙西丽·德拉达那猜和荷兰的埃菲耶·穆斯肯斯/塞莱娜·皮克，以赛会1號種子和小组頭名晉級八强。半準決賽，高橋禮華和松友美佐紀面对马来西亚的許嘉雯/溫可微，以2比1（21-16、18-21、21-9）淘汰对手。準決賽，面對赛会4号种子、韩国的鄭景銀/申昇瓚，以2比0（21-16、21-15）轻取對手。決賽中，面对丹麦的克里斯汀娜·彼德森/卡米拉·吕特·尤尔，经历3局的激战，高橋禮華與松友美佐紀在首局落敗的情况下连扳回两局，以2比1（18-21、21-9、21-19）取勝，為日本在奧運會奪得第一面羽毛球金牌。同年9月，她与松友美佐紀出战日本羽毛球超級賽，在女双决赛以1比2（21-19、18-21、12-21）不敌赛会2号种子、丹麦的克里斯汀娜·彼德森/卡米拉·吕特·尤尔，赢得亚军。同年10月，她与松友美佐紀出战丹麥羽毛球首要超級賽，在女双决赛以2比1（19-21、21-11、21-16）力克赛会2号种子、韩国的鄭景銀/申昇瓚，赢得冠军。

### 2017年 亚锦赛二连冠、状态回升
2017年4月，高橋禮華与松友美佐紀出战馬來西亞羽毛球首要超級賽，在女双準决赛以0比2（18-21、19-21）不敌同胞的福島由紀/廣田彩花。同年4月，她与松友美佐紀出战新加坡羽毛球超級賽，在女双决赛以1比2（18-21、21-14、15-21）不敌赛会2号种子、丹麦的卡米拉·吕特·尤尔/克里斯汀娜·彼德森，赢得亚军。同年4月，她与松友美佐紀参加中国湖北省武汉市举办的亞洲羽毛球錦標賽，从首圈一路淘汰了新加坡的王俪颖/黄嘉盈、韩国的蔡侑玎/金昭映、马来西亚的許嘉雯/溫可微；四强中，面对赛会3号种子、韩国的張藝娜/李紹希，发挥出色以2比0（21-14、21-10）完胜对手。决赛中，迎来了本届黑马、韩国的金慧麟/柳海媛，鏖战三局以2比1（21-19、16-21、21-10）力克对手，亦是第一个日本组合在该项目中实现了二连冠状举。同年6月，她与松友美佐紀出战澳洲羽毛球超級賽，在女双决赛以2比0（21-10、21-13）战胜了赛会2号种子、丹麦的卡米拉·吕特·尤尔/克里斯汀娜·彼德森，赢得冠军。同年9月，她与松友美佐紀出战日本羽毛球超級賽，在女双决赛以2比0（21-18、21-16）击败了韩国的金荷娜/孔熙容，赢得冠军。

### 2018年
2018年1月，高橋禮華与松友美佐紀出战印尼羽毛球大師賽，在女双决赛以2比0（21-17、21-12）击败了赛会8号种子、印尼强档的格雷西娅·波利/阿普里亚尼·拉哈育，赢得冠军。同年4月，她参加中国湖北省武汉市举办的亞洲羽毛球錦標賽。她与松友美佐紀被赛会列为2号种子，在首圈以2比0（21-6、21-7）轻取斯里兰卡的蒂利妮·普拉莫迪卡·亨达赫瓦/卡文迪·伊斯汉迪卡·西丽万内奇；次圈在首局拿下后，第二局对手的沙威丽·阿米达拜/帕冲攀·磋楚翁退赛；在八强中，直落两局以2比0（21-19、21-14）击退了赛会5号种子、印尼强档的格雷西娅·波利/阿普里亚尼·拉哈育；四强中，鏖战三局以2比1（21-17、20-22、21-14）击败韩国新组合的金昭映/孔熙容；决赛中，迎来了赛会3号种子、队友的福島由紀/廣田彩花，激战三局以1比2（18-21、21-18、15-21）不敌对手，错失了卫冕女双冠军，后者更是成为第二个日本组合夺得该项目冠军，延续了日本女双第三次拿下冠军宝座。同年7月，她与松友美佐紀出战印尼羽毛球公開賽，在女双準决赛以1比2（23-25、21-12、13-21）不敌赛会2号种子、队友的福島由紀/廣田彩花。同期7月，她与松友美佐紀出战泰國羽毛球公開賽，在女双决赛以0比2（13-21、10-21）不敌赛会4号种子、印尼强档的格雷西娅·波利/阿普里亚尼·拉哈育，赢得亚军。

### 2020年退役
2020年8月19日舉行記者會，宣布於9月起正式退役，並於4月起擔任日本青年隊教練。

## 技術特點
松友美佐紀/高橋禮華組合除了繼承傳統日本女雙防守反擊、多拍拉吊的特點之外，高橋禮華在進攻方面較松友美佐紀出色，進攻時主要以松友在前、高橋在後為主。

## 主要比賽成績
只列出曾進入準決賽的國際賽事成績：
| 年份   | 賽事                     | 公開賽級別 | 項目     | 拍檔       | 成績   |
| ------ | ------------------------ | ---------- | -------- | ---------- | ------ |
| 2009年 | 大阪羽毛球國際挑戰賽     | 國際挑戰賽 | 女子雙打 | 松友美佐紀 | 冠軍   |
| 2009年 | 大阪羽毛球國際挑戰賽     | 國際挑戰賽 | 混合雙打 | 垰畑亮太   | 準決賽 |
| 2009年 | 比利時羽毛球國際賽       | 國際挑戰賽 | 女子雙打 | 松友美佐紀 | 冠軍   |
| 2009年 | 印度羽毛球大獎賽         | 大獎賽     | 女子雙打 | 松友美佐紀 | 冠軍   |
| 2010年 | 大阪羽毛球國際挑戰賽     | 國際挑戰賽 | 女子雙打 | 松友美佐紀 | 亞軍   |
| 2010年 | 澳洲羽毛球大獎賽         | 大獎賽     | 混合雙打 | 早川賢一   | 準決賽 |
| 2011年 | 俄羅斯羽毛球大獎賽       | 大獎賽     | 女子雙打 | 松友美佐紀 | 亞軍   |
| 2012年 | 優霸盃                   | 其他       | 女子團體 | －         | 季軍   |
| 2012年 | 美國羽毛球黃金大獎賽     | 黃金大獎賽 | 女子雙打 | 松友美佐紀 | 冠軍   |
| 2012年 | 加拿大羽毛球大獎賽       | 黃金大獎賽 | 女子雙打 | 松友美佐紀 | 冠軍   |
| 2012年 | 加拿大羽毛球大獎賽       | 黃金大獎賽 | 混合雙打 | 垰畑亮太   | 冠軍   |
| 2012年 | 印尼羽毛球黃金大獎賽     | 黃金大獎賽 | 女子雙打 | 松友美佐紀 | 冠軍   |
| 2012年 | 丹麥羽毛球首要超級賽     | 首要超級賽 | 女子雙打 | 松友美佐紀 | 亞軍   |
| 2013年 | 馬來西亞羽毛球超級賽     | 超級賽     | 女子雙打 | 松友美佐紀 | 亞軍   |
| 2013年 | 德國羽毛球黃金大獎賽     | 黃金大獎賽 | 女子雙打 | 松友美佐紀 | 準決賽 |
| 2013年 | 印度羽毛球超級賽         | 超級賽     | 女子雙打 | 松友美佐紀 | 準決賽 |
| 2013年 | 新加坡羽毛球超級賽       | 超級賽     | 女子雙打 | 松友美佐紀 | 亞軍   |
| 2013年 | 日本羽毛球超級賽         | 超級賽     | 女子雙打 | 松友美佐紀 | 準決賽 |
| 2013年 | 丹麥羽毛球首要超級賽     | 首要超級賽 | 女子雙打 | 松友美佐紀 | 準決賽 |
| 2013年 | 香港羽毛球超級賽         | 超級賽     | 女子雙打 | 松友美佐紀 | 準決賽 |
| 2014年 | 馬來西亞羽毛球首要超級賽 | 首要超級賽 | 女子雙打 | 松友美佐紀 | 亞軍   |
| 2014年 | 德國羽毛球黃金大獎賽     | 黃金大獎賽 | 女子雙打 | 松友美佐紀 | 冠軍   |
| 2014年 | 全英羽毛球首要超級賽     | 首要超級賽 | 女子雙打 | 松友美佐紀 | 準決賽 |
| 2014年 | 新加坡羽毛球超級賽       | 超級賽     | 女子雙打 | 松友美佐紀 | 準決賽 |
| 2014年 | 優霸盃                   | 其他       | 女子團體 | －         | 亞軍   |
| 2014年 | 日本羽毛球超級賽         | 超級賽     | 女子雙打 | 松友美佐紀 | 冠軍   |
| 2014年 | 澳洲羽毛球超級賽         | 超級賽     | 女子雙打 | 松友美佐紀 | 亞軍   |
| 2014年 | 亞洲運動會羽毛球比賽     | 其他       | 女子團體 | －         | 銅牌   |
| 2014年 | 亞洲運動會羽毛球比賽     | 其他       | 女子雙打 | 松友美佐紀 | 銀牌   |
| 2014年 | 丹麥羽毛球首要超級賽     | 首要超級賽 | 女子雙打 | 松友美佐紀 | 亞軍   |
| 2014年 | 中國羽毛球首要超級賽     | 首要超級賽 | 女子雙打 | 松友美佐紀 | 準決賽 |
| 2014年 | 香港羽毛球超級賽         | 超級賽     | 女子雙打 | 松友美佐紀 | 亞軍   |
| 2014年 | 世界羽聯超級系列賽總決賽 | 首要超級賽 | 女子雙打 | 松友美佐紀 | 冠軍   |
| 2015年 | 印度羽毛球超級賽         | 超級賽     | 女子雙打 | 松友美佐紀 | 冠軍   |
| 2015年 | 新加坡羽毛球超級賽       | 超級賽     | 女子雙打 | 松友美佐紀 | 亞軍   |
| 2015年 | 亞洲羽毛球錦標賽         | 其他       | 女子雙打 | 松友美佐紀 | 準決賽 |
| 2015年 | 蘇迪曼盃                 | 其他       | 混合團體 | －         | 亞軍   |
| 2015年 | 澳洲羽毛球超級賽         | 超級賽     | 女子雙打 | 松友美佐紀 | 準決賽 |
| 2015年 | 中華台北羽毛球黃金大獎賽 | 黃金大獎賽 | 女子雙打 | 松友美佐紀 | 準決賽 |
| 2015年 | 中國羽毛球首要超級賽     | 首要超級賽 | 女子雙打 | 松友美佐紀 | 亞軍   |
| 2015年 | 世界羽聯超級系列賽總決賽 | 首要超級賽 | 女子雙打 | 松友美佐紀 | 準決賽 |
| 2016年 | 馬來西亞羽毛球大師賽     | 黃金大獎賽 | 女子雙打 | 松友美佐紀 | 冠軍   |
| 2016年 | 亞洲羽毛球團體錦標賽     | 其他       | 女子團體 | －         | 亞軍   |
| 2016年 | 德國羽毛球黃金大獎賽     | 黃金大獎賽 | 女子雙打 | 松友美佐紀 | 準決賽 |
| 2016年 | 全英羽毛球首要超級賽     | 首要超級賽 | 女子雙打 | 松友美佐紀 | 冠軍   |
| 2016年 | 印度羽毛球超級賽         | 超級賽     | 女子雙打 | 松友美佐紀 | 冠軍   |
| 2016年 | 新加坡羽毛球超级賽       | 超級賽     | 女子雙打 | 松友美佐紀 | 亞軍   |
| 2016年 | 亞洲羽毛球錦標賽         | 其他       | 女子雙打 | 松友美佐紀 | 冠軍   |
| 2016年 | 優霸盃                   | 其他       | 女子團體 | －         | 季軍   |
| 2016年 | 印尼羽毛球首要超級賽     | 首要超級賽 | 女子雙打 | 松友美佐紀 | 冠軍   |
| 2016年 | 奧林匹克運動會羽毛球比賽 | 其他       | 女子雙打 | 松友美佐紀 | 金牌   |
| 2016年 | 日本羽毛球超級賽         | 超級賽     | 女子雙打 | 松友美佐紀 | 亞軍   |
| 2016年 | 丹麥羽毛球首要超級賽     | 首要超級賽 | 女子雙打 | 松友美佐紀 | 冠軍   |
| 2016年 | 法國羽毛球超級賽         | 超級賽     | 女子雙打 | 松友美佐紀 | 準決賽 |
| 2016年 | 世界羽聯超級系列賽總決賽 | 首要超級賽 | 女子雙打 | 松友美佐紀 | 亞軍   |
| 2017年 | 亞洲羽毛球混合團體錦標賽 | 其他       | 混合團體 | －         | 冠軍   |
| 2017年 | 馬來西亞羽毛球首要超級賽 | 首要超級賽 | 女子雙打 | 松友美佐紀 | 準決賽 |
| 2017年 | 新加坡羽毛球超級賽       | 超級賽     | 女子雙打 | 松友美佐紀 | 亞軍   |
| 2017年 | 亞洲羽毛球錦標賽         | 其他       | 女子雙打 | 松友美佐紀 | 冠軍   |
| 2017年 | 蘇迪曼盃                 | 其他       | 混合團體 | －         | 季軍   |
| 2017年 | 澳洲羽毛球超級賽         | 超級賽     | 女子雙打 | 松友美佐紀 | 冠軍   |
| 2017年 | 世界羽毛球錦標賽         | 其他       | 女子雙打 | 松友美佐紀 | 季軍   |
| 2017年 | 韓國羽毛球超級賽         | 超級賽     | 女子雙打 | 松友美佐紀 | 準決賽 |
| 2017年 | 日本羽毛球超級賽         | 超級賽     | 女子雙打 | 松友美佐紀 | 冠軍   |
| 2018年 | 印尼羽毛球大師賽         | 超級500賽  | 女子雙打 | 松友美佐紀 | 冠軍   |
| 2018年 | 亞洲羽毛球團體錦標賽     | 其他       | 女子團體 | －         | 冠軍   |
| 2018年 | 亞洲羽毛球錦標賽         | 其他       | 女子雙打 | 松友美佐紀 | 亞軍   |
| 2018年 | 優霸盃                   | 其他       | 女子團體 | －         | 冠軍   |
| 2018年 | 馬來西亞羽球公開賽       | 超級750賽  | 女子雙打 | 松友美佐紀 | 冠軍   |
| 2018年 | 印尼羽毛球公開賽         | 超級1000賽 | 女子雙打 | 松友美佐紀 | 準決賽 |
| 2018年 | 泰國羽毛球公開賽         | 超級500賽  | 女子雙打 | 松友美佐紀 | 亞軍   |
| 2018年 | 亞洲運動會羽毛球比賽     | 其他       | 女子團體 | －         | 金牌   |
| 2018年 | 亞洲運動會羽毛球比賽     | 其他       | 女子雙打 | 松友美佐紀 | 銀牌   |
| 2018年 | 中國羽毛球公開賽         | 超級1000賽 | 女子雙打 | 松友美佐紀 | 冠軍   |
| 2018年 | 韓國羽毛球公開賽         | 超級500賽  | 女子雙打 | 松友美佐紀 | 冠軍   |
| 2018年 | 中國福州羽毛球公開賽     | 超級750賽  | 女子雙打 | 松友美佐紀 | 準決賽 |
| 2018年 | 世界羽聯世界巡迴賽總決賽 | 總決賽     | 女子雙打 | 松友美佐紀 | 冠軍   |
| 2019年 | 馬來西亞羽毛球大師賽     | 超級500賽  | 女子雙打 | 松友美佐紀 | 準決賽 |
| 2019年 | 印度尼西亞羽毛球大師賽   | 超級500賽  | 女子雙打 | 松友美佐紀 | 冠軍   |
| 2019年 | 德國羽毛球公開賽         | 超級300賽  | 女子雙打 | 松友美佐紀 | 亞軍   |
| 2019年 | 紐西蘭羽毛球公開賽       | 超級300賽  | 女子雙打 | 松友美佐紀 | 亞軍   |
| 2019年 | 蘇迪曼盃                 | 其他       | 混合團體 | －         | 亞軍   |
| 2019年 | 澳洲羽毛球公開賽         | 超級300賽  | 女子雙打 | 松友美佐紀 | 準決賽 |
| 2019年 | 印尼羽毛球公開賽         | 超級1000賽 | 女子雙打 | 松友美佐紀 | 亞軍   |
| 2019年 | 日本羽毛球公開賽         | 超級750賽  | 女子雙打 | 松友美佐紀 | 準決賽 |
| 2019年 | 中國羽毛球公開賽         | 超級1000賽 | 女子雙打 | 松友美佐紀 | 亞軍   |
| 2019年 | 韓國羽毛球大師賽         | 超級300賽  | 女子雙打 | 松友美佐紀 | 亞軍   |
| 2020年 | 印尼羽毛球大師賽         | 超級500賽  | 女子雙打 | 松友美佐紀 | 準決賽 |
| 2020年 | 全英羽毛球公開賽         | 超級1000賽 | 女子雙打 | 松友美佐紀 | 準決賽 |

| 2007-2017年 | 首要超級賽 | 超級賽 | 黃金大獎賽 | 大獎賽 | 國際挑戰賽 | 國際系列賽 | 未來系列賽 | 其他 |

| 2018-2026年 | 總決賽 | 超級1000賽 | 超級750賽 | 超級500賽 | 超級300賽 | 超級100賽 | 國際挑戰賽 | 國際系列賽 | 未來系列賽 | 其他 |

### 世界冠軍頭銜
高橋禮華在羽毛球生涯中共奪得2項羽毛球世界冠軍頭銜。
| 賽事                     | 奪冠次數 | 年份               |
| ------------------------ | -------- | ------------------ |
| 奧林匹克運動會羽毛球比賽 | 1        | 2016年（女子雙打） |
| 優霸盃                   | 1        | 2018年（女子團體） |
| 總計                     | 2        |                    |

### 奧運會和世錦賽參賽紀錄
|          | 搭檔       | 2011 | 2012 | 2013 | 2014 | 2015 | 2016 | 2017 | 2018 | 2019 |
| -------- | ---------- | ---- | ---- | ---- | ---- | ---- | ---- | ---- | ---- | ---- |
| 女子雙打 | 松友美佐紀 | 16強 | －   | 32強 | 16強 | 16強 | 金牌 | 季軍 | 16強 | 8強  |

## 主要对賽记录
高橋禮華與主要對手的對賽成績如下（只列出對賽五次或以上對手，截至2021年8月19日）：
女雙 - 松友美佐紀
| 對手                                | 對賽次數 | 對賽結果 | 對賽結果 | 勝差 |
| 對手                                | 對賽次數 | 勝       | 負       | 勝差 |
| ----------------------------------- | -------- | -------- | -------- | ---- |
| 加夫列拉·斯托伊娃 斯蒂法尼·斯托伊娃 | 7        | 4        | 3        | +1   |
| 赵芸蕾 田卿                         | 14       | 5        | 9        | -4   |
| 陈清晨 贾一凡                       | 11       | 5        | 6        | -1   |
| 杜玥 李茵晖                         | 10       | 6        | 4        | +2   |
| 骆羽 骆赢                           | 9        | 7        | 2        | +5   |
| 于洋 王晓理                         | 5        | 1        | 4        | -3   |
| 于洋 唐渊渟                         | 5        | 3        | 2        | +1   |
| 克里斯汀娜·彼德森 卡米拉·吕特·尤尔  | 17       | 11       | 6        | +5   |
| 格雷西娅·波利 阿普里亚尼·拉哈育     | 12       | 10       | 2        | +8   |
| P.Z.贝尔纳德特 R.A.普拉蒂普塔       | 7        | 7        | 0        | +7   |
| D.D.哈里斯 R.A.普拉蒂普塔           | 6        | 6        | 0        | +6   |
| 格雷西娅·波利 N.K.马赫斯瓦里        | 5        | 3        | 2        | +1   |
| 阿什維尼·蓬納帕 斯基·雷迪           | 8        | 8        | 0        | +8   |
| 福万尚子 與猶胡桃                   | 11       | 10       | 1        | +9   |
| 福島由紀 廣田彩花                   | 11       | 4        | 7        | -3   |
| 松本麻佑 永原和可那                 | 8        | 4        | 4        | ±0   |
| 田中志穗 米元小春                   | 8        | 5        | 3        | +2   |
| 內藤真實 松尾靜香                   | 8        | 5        | 3        | +2   |
| 垣岩令佳 藤井瑞希                   | 6        | 2        | 4        | -2   |
| 前田美順 垣岩令佳                   | 5        | 5        | 0        | +5   |
| 李紹希 申昇瓚                       | 13       | 7        | 6        | +1   |
| 金荷娜 鄭景銀                       | 9        | 3        | 6        | -3   |
| 鄭景銀 申昇瓚                       | 7        | 5        | 2        | +3   |
| 金昭映 孔熙容                       | 6        | 5        | 1        | +4   |
| 高我羅 柳海媛                       | 5        | 5        | 0        | +5   |
| 張藝娜 鄭景銀                       | 5        | 3        | 2        | +1   |
| 蔡侑玎 金昭映                       | 5        | 5        | 0        | +5   |
| 許嘉雯 溫可微                       | 11       | 11       | 0        | +11  |
| 黄惠恩 黄惠龄                       | 6        | 5        | 1        | +4   |
| 鄒美君 李明艷                       | 6        | 6        | 0        | +6   |
| 塞莱娜·皮克 埃菲耶·穆斯肯斯         | 6        | 6        | 0        | +6   |
| 普蒂塔·素帕猜恭 沙西丽·德拉达那猜   | 8        | 7        | 1        | +6   |
| 宗功攀·吉迪特拉恭 拉温达·巴宗哉     | 7        | 7        | 0        | +7   |
| 当甲农·阿伦革颂 K.沃拉威七猜恭      | 5        | 4        | 1        | +3   |

## 備註
1. ↑  中山紀子曾經於1972年夏季奧林匹克運動會羽毛球比賽贏得女單金牌，但該屆羽毛球比賽為示範項目，故不列入國家獎牌紀錄。

## 外部連結
- 高橋禮華的X（前Twitter）
- 高橋禮華的Instagram帳戶